# Zandkreekdam
La Zandkreekdam è una diga nei Paesi Bassi. Situata sullo Zandkreek, è lunga 830 metri e costituisce un collegamento stradale tra la località di Kats nella municipalità di Noord-Beveland e località Wilhelminadorp nella municipalità di Zuid-Beveland, separando il bacino del Veerse Meer dalla Schelda Orientale. Questa è stata la seconda opera realizzata per il Piano Delta. Su di essa passa la strada nazionale N256. Una chiusa nei pressi di Kats, permette la navigazione.

## Storia
Il Piano Delta, originariamente, non prevedeva la chiusura del Zandkreek dal momento che il Veerse Meer era già stato chiuso ad ovest. Ma con la progressiva realizzazione del Piano Delta, per ovviare alle forti correnti di marea che si generavano, fu deciso di costruire la diga. Considerazioni analoghe portarono alla decisione di costruire le dighe di Grevelingendam e Volkerakdam.
La costruzione iniziò nel 1959, con la posa in opera di cassoni lunghi 11 metri, larghi 7,5 metri e alti 6 metri. Il 3 maggio 1960, lo sbarramento fu completato e la diga fu inaugurata il 1º ottobre 1960 ottobre dal Commissario della Regina in Zelanda, Guus di Casembroot.

## Le successive modifiche
La strada che attraversa la diga, passava la chiusa sopra una delle paratie, causando, quando questa era aperta, lunghi tempi di attesa. Per ovviare a questo, nel 2000 è stata costruita la strada anche sulla seconda paratia, in modo da deviare il traffico sulla paratia chiusa, evitando così interruzioni.
Nel 2004 è stato installato un tubo che consente all'acqua salata della Schelda Orientale di entrare nel Veerse Meer, provocando delle piccole maree e un ricambio dell'acqua, la cui qualità, dopo questo intervento, è migliorata.